# Kazan (Ankara)
Kazan, nach dem Putschversuch 2016 in Kahramankazan umbenannt, ist eine Stadtgemeinde der Provinz Ankara, deren Gebiet sich mit dem des gleichnamigen İlçe (staatlicher Verwaltungsbezirk) deckt. Die Gemeinde gehört zur Großstadtkommune Ankara (Ankara Büyükşehir Belediyesi) und bildet eine von deren Stadtbezirken.
Kazan liegt nordwestlich von Ankara in der Akıncı Ovası. Die Stadt wird vom Ova Çayı durchflossen. 8 km nördlich der Stadt befindet sich die Kurtboğazı-Talsperre.
Das İlçe Kazan ist umgeben von den İlçe Yenimahalle und Sincan im Süden, Ayaş im Westen, Kızılcahamam im Norden und Çubuk und Keçiören im Osten. Der Bezirk weist eine beschleunigte wirtschaftliche Entwicklung auf und gehört zu denjenigen mit dem höchsten Wirtschaftswachstum in der Provinz Ankara.
Das Gebiet ist seit ältesten Zeiten besiedelt. Zeugnisse der Vergangenheit sind einige Höyüks und Türben.
1961 wurde der Hauptort des damaligen Bucak vom Dorf Yazıbeyli (Halkavun) nach Kazan verlegt. 1971 wurde Kazan zur Belediye erhoben. 1987 wurde dann das İlçe Kazan gegründet. 
Bis Ende 2012 bestanden noch 16 Dörfer (Köy) mit durchschnittlich 116 Einwohnern die im Zuge der Verwaltungsreform 2013 in Stadtviertel (Mahalles) umgewandelt 
wurden. Die Zahl der Mahalles stieg hierbei von 31 (alle von der Stadt Kazan) auf gegenwärtig 48.